# Мукачівський драматичний театр
Мукачівський драматичний театр — драматичний театр у місті Мукачево.

## Загальні дані
Адреса: пл. Кирила і Мефодія, буд. 1, м. Мукачеве 89600, Україна.
Директор-художній керівник театру — Юрій Глеба (з березня 2017 р.).
Головний режисер Тищук Євген Віталійович.

## Історія

Перша трупа театру, 1947 рік

Історія професійного Мукачівського драматичного театру розпочалася в серпні 1947 року прем'єрою історико-документальної драми за п'єсою Бехтєрєва та А. Розумовсьуого «Полководець Суворов». Постановку здійснив перший головний режисер театру Григорій Готарський, який, будучи головним режисером Білгород-Дністровського російського драматичного театру в 1946 році переїхав разом з трупою на постійну роботу до міста Мукачеве.

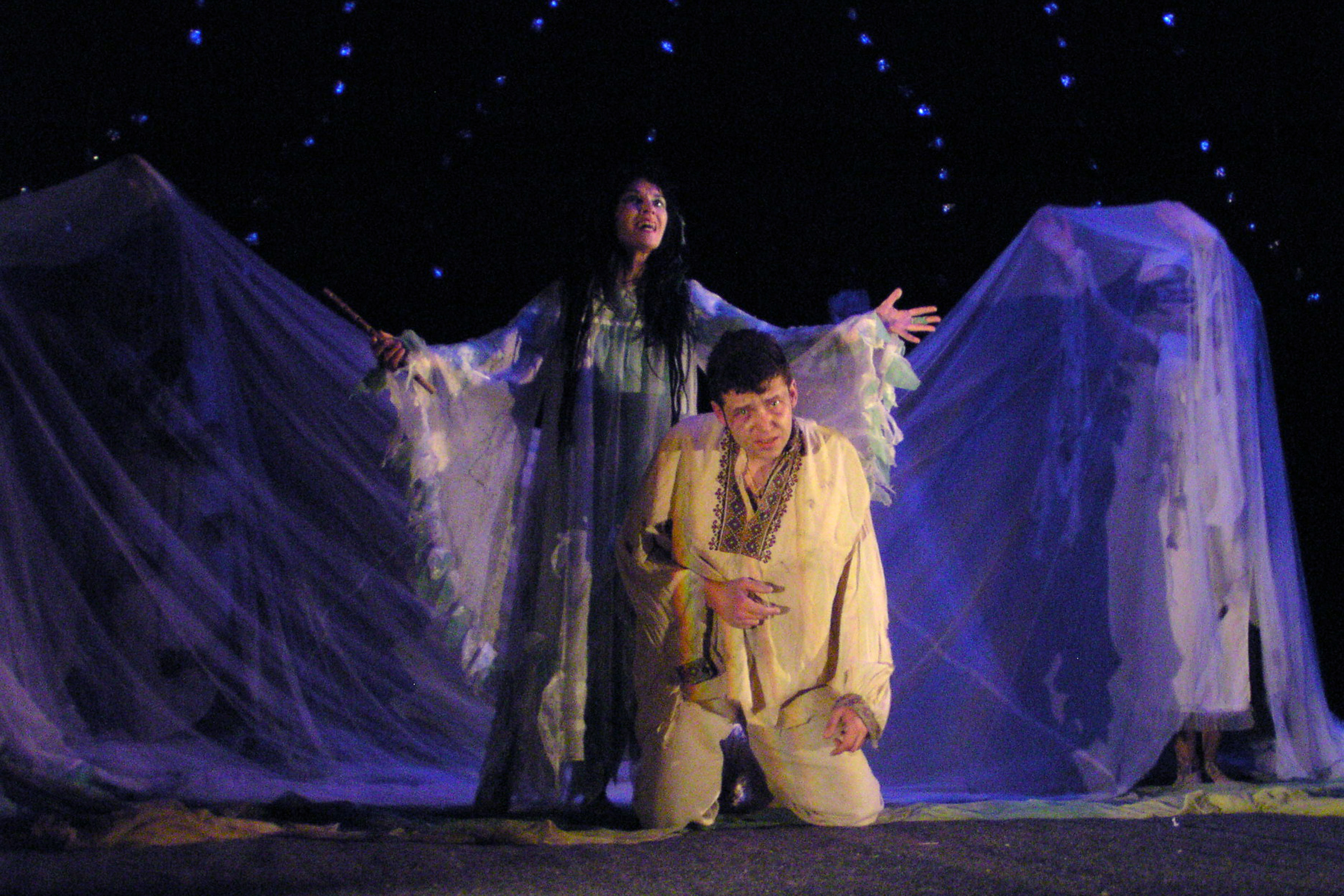
ЛІСОВА ПІСНЯ. Л. Українка режисер Євген Тищук

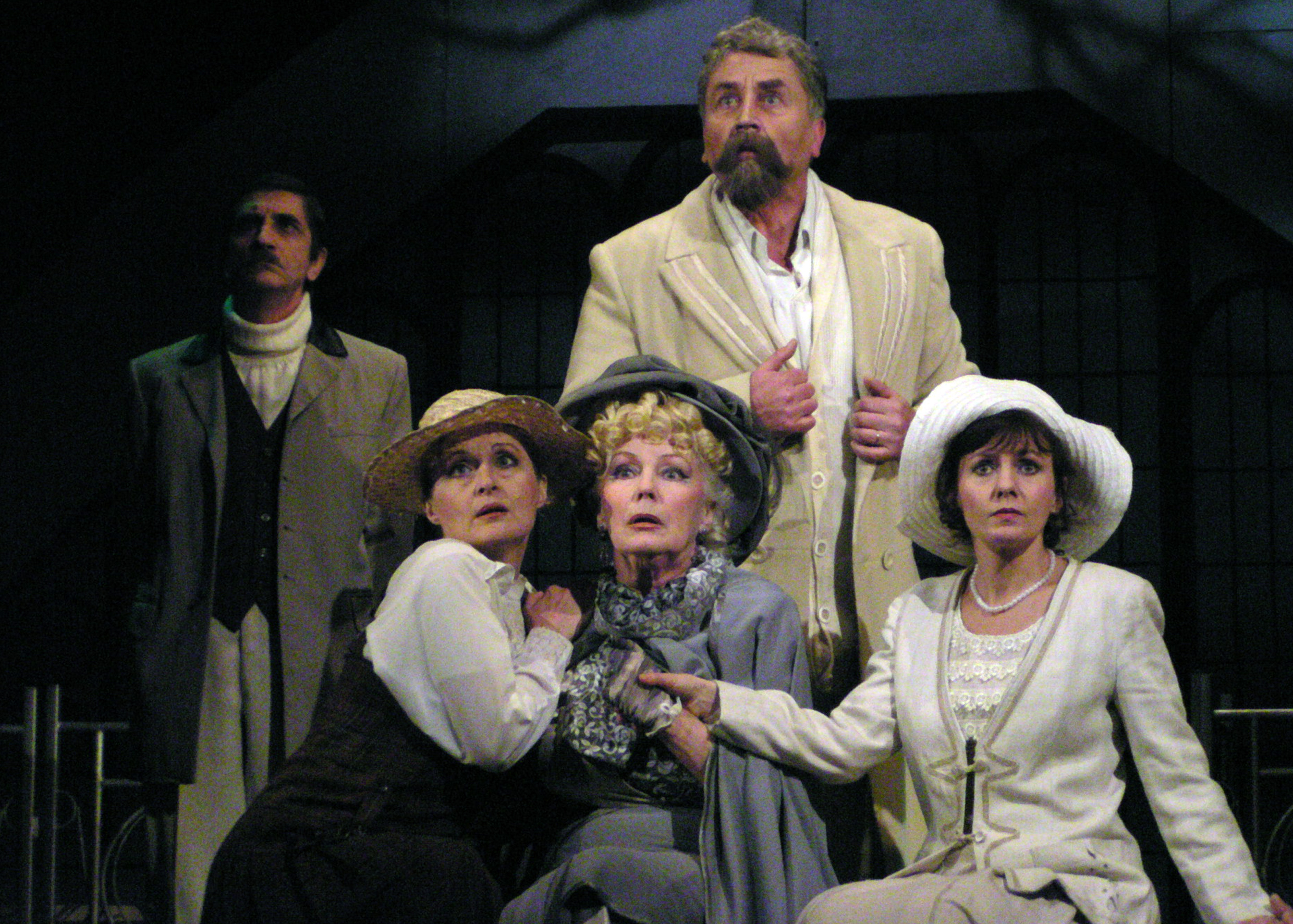
ВИШНЕВИЙ САД. А. Чехов режисер Віталій Дворцин

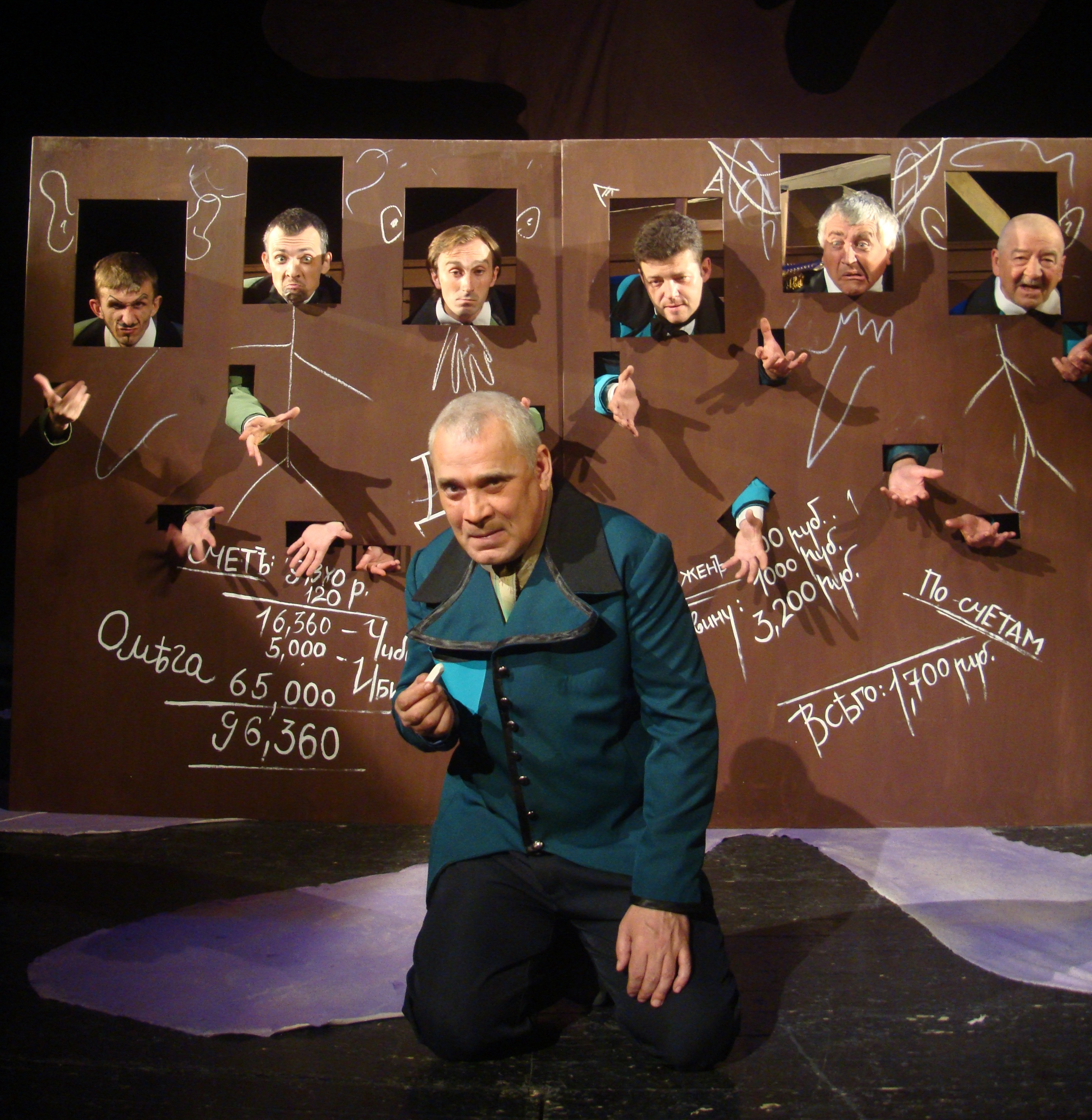
СМЕРТЬ ТАРЄЛКІНА. О. Сухово-Кобилін режисер Євген Тищук

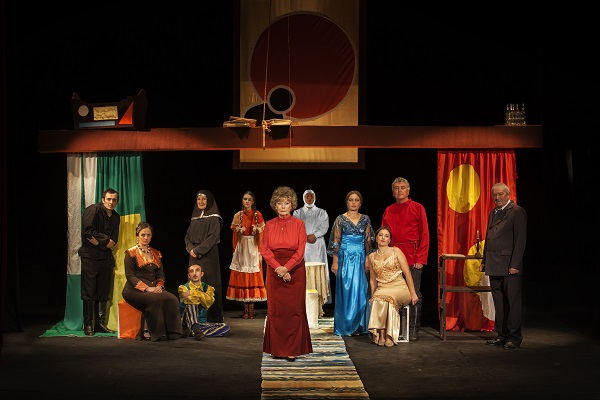
МАТИ. М. Горький режисер Костянтин Дубінін

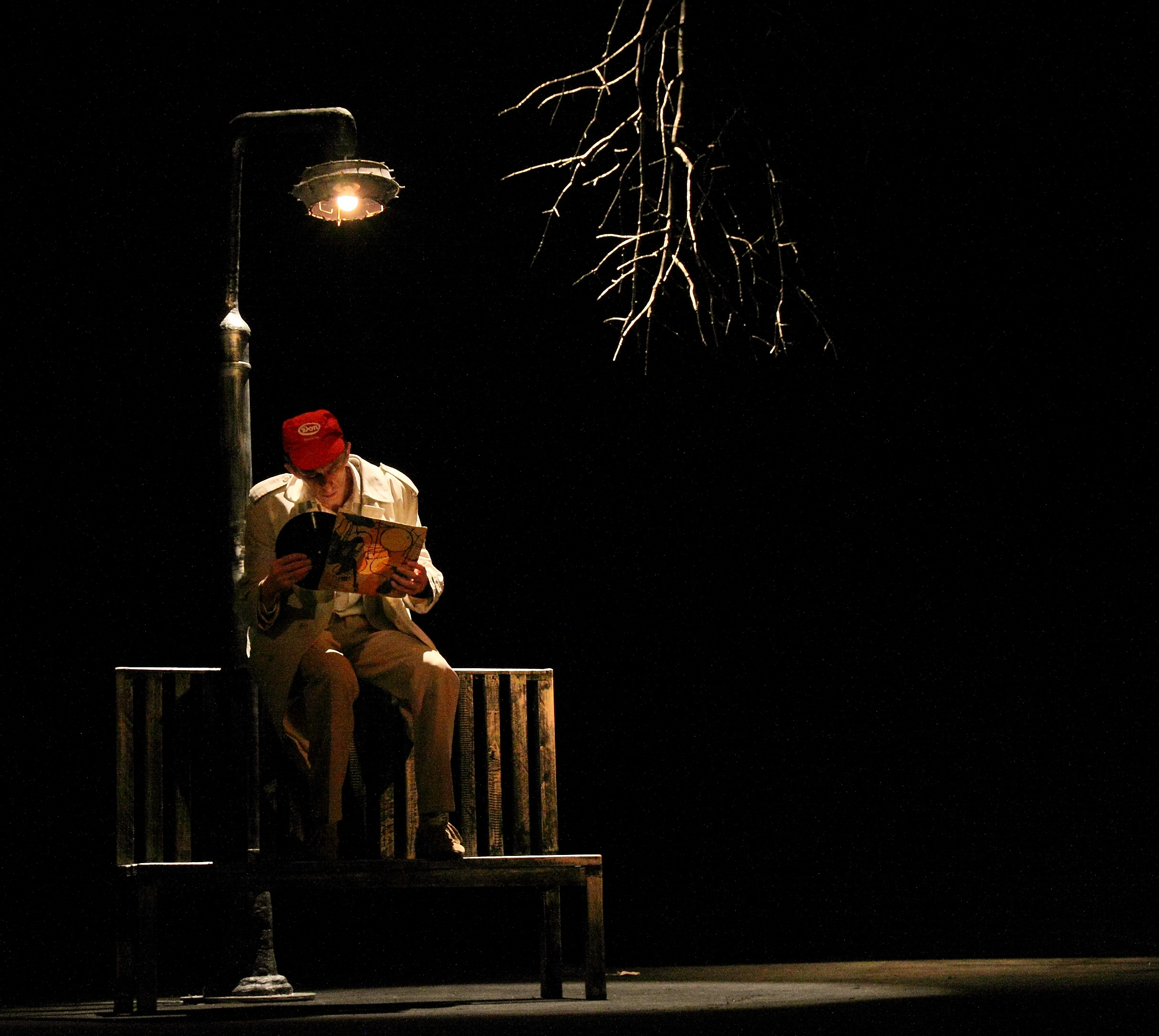
НАД ПРІРВОЮ У ЖИТІ. Д. Селінджер режисер Євген Тищук

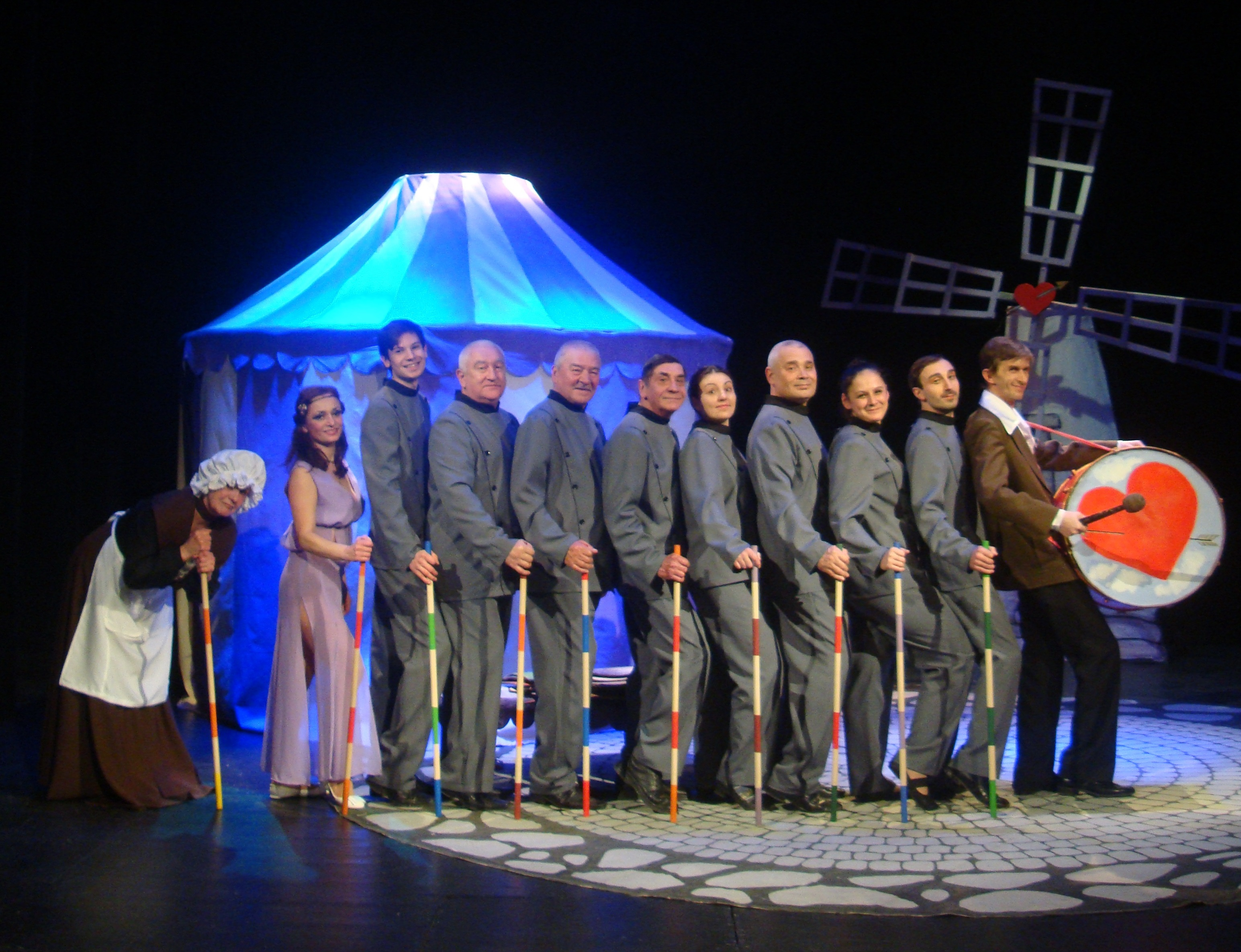
ВЕЛИКОДУШНИЙ РОГОНОСЕЦЬ. Ф. Кроммелінк режисер Євген Тищук

У 1963 році театр фактично закрили, приєднавши до Закарпатського обласного українського музично-драматичного театру (м. Ужгород) зі збереженням двох труп — української та російської.
Наприкінці ж 1965 року російська трупа знову опинилася в Мукачевому на правах філії українського облмуздрамтеатру.
25 листопада 1972 року театр виборов право бути самостійним — і був перейменований з філії облмуздрамтеатру в Закарпатський обласний державний російський драматичний театр.
Визнання до театру прийшло, коли ним керував народний артист України Олександр Король (1972—79) — са́ме в цей час звання заслужених артистів України присвоєно низці артистів театру: Л. Аркадьєву, Л. Пироговій, О. Королю, В. Столярову.
Від 1979 року колективом театру керує Ю. С. Шутюк.
Яскравою сторінкою театру став період діяльності колективу на чолі із заслуженим діячем мистецтв Росії Юзефом Фекете (1982—88).
У 1988 році головним режисером театру став заслужений артист України Юрій Гаруля. У цей час до постановок у театрі активно залучалися режисери з театрів інших міст — М. Баціян, В. Талашко, С. Мойсеїв.
У 1990-х роках театр, одним із перших в Україні, перейшов на нові форми господарювання, зокрема контрактну форму прийому на роботу творчих працівників.
У 2000 році головним режисером театру було призначено Євгена Тищука, магістра режисури, випускника Київського національного університету театру, кіно і телебачення ім. I. К. Карпенка-Карого (майстерня К. М. Дубініна), та Школи-студії (інститут) ім. В. І. Немировича-Данченка при МХАТ ім. А. П. Чехова (майстерня В. В. Фокіна), з приходом якого в театрі відновились постановки п'єс класичного репертуару. Зокрема, аншлаговою стала його постановка «Лісової пісні» Лесі Українки.

## Репертуар і діяльність
Чинний репертуар театру включає твори української та світової класики.
Театр є постійним учасником міжнародних театральних фестивалів: «Зустрічі в Росії» м. Санкт-Петербург; «Біла вежа», м. Брест; «Золотий лев» м. Львів; «Кримський ковчег» м. Сімферополь; «Коломийські представлення», м. Коломия. Висока виконавча професійність колективу не раз відмічалась провідними театральними критиками з України, Росії, Білорусі, Польщі, Угорщини. Театральні критики: Ніна Мазур (Німеччина), Андрій Москвін (Польща), Тетяна Котович (Білорусь) відзначили професійність режисури, енергетику, емоційність, переконливість акторів.
- «ЖИВИЙ ТРУП» Л. Толстой
- «МАТИ» М. Горький
- «СМЕРТЬ ТАРЄЛКІНА» О. Сухово-Кобилін;
- «ЛІСОВА ПІСНЯ» Л. Українка
- «НАД ПРІРВОЮ У ЖИТІ» Д. Селінджер
- «ДІМ БЕРНАРДИ АЛЬБИ» Ф. Г. Лорка
- «ВЕЛИКОДУШНИЙ РОГОНОСЕЦЬ» Ф. Кроммелінк
- «ЛІЗІСТРАТА» Л. Філатов
- «КОНКУРС» О. Галін
- «ПТАХ ФЕНІКС» М. Коляда
- «УВ'ЯЗНЕНІ» Н. Саймон
- «ПАПЕРОВИЙ ПАТЕФОН» О. Червінський
- «КРАПЛИНА НІЖНОСТІ» А. Ніколаї
- «ПО-МОДНЬОМУ» М. Старицький
- «ЗВИЧАЙНЕ ДИВО» Є. Шварц

Подією в соціально-культурному житті України є Міжнародний театральний фестиваль національних меншин «ЕТНО-ДІА-СФЕРА», автором ідеї та ініціатором проведення якого на базі театру є директор і художній керівник театру Юрій Степанович Шутюк. За масштабність театрального форуму та стабільність проведення цього унікального фестивалю, театр нагороджено дипломом Всеукраїнського свята «Сузір'я дружби», відзнакою Міністерства культури і туризму України, у номінації «Професійний художній колектив, який пропагує мистецтво національних меншин України».
Сьогодні[коли?] тут працюють: народна артистка України Лідія Пирогова; заслужені артисти України Віктор Куниця, Галина Кутасевич, Василь Фурдь; артисти лауреати престижної обласної театральної премії імені братів Євгена та Августина-Юрія Шерегіїв Руслан Аітов, Віктор Добряк, Людмила Лайкова, Рудольф Ланьо, Сірануш Матл, Кристина Мочані Станіслав Овдєєнко, Вероніка Тищук, артисти-провідні майстри сцени Петро Коваленко, Сергій Малинський, артисти вищої категорії Тетяна Курта, Лілія Приходько, артисти  Яна Дешко, Катерина Дунай, Ольга Новаковська, Яніна Паук, Вероніка Тищук (молодша), Олександра Ражик. Помічники режисера: Вікторія Кулішова, та Олена Чермяніна. Відкриттям режисерського таланту стали постановки актрис Вероніки Тищук та Тетяни Курти.
Колектив не боїться експериментувати з сценічною формою. Так, головним режисером Тищук Євген Віталійович на базі театру створена акторська група, яка посилено займається «біомеханікою» Всеволода Мейєрхольда.

### Трейлери вистав
- БІОМЕХАНІКА ВСЕВОЛОДА МЕЙЄРХОЛЬДА з Євгеном Тищуком [Архівовано 5 жовтня 2013 у Wayback Machine.]
- Відеотрейлер ВЕЛИКОДУШНИЙ РОГОНОСЕЦЬ Ф. Кроммелінк режисер-постановник Євген Тищук [Архівовано 22 червня 2014 у Wayback Machine.]
- Відеотрейлер СМЕРТЬ ТАРЄЛКІНА О. Сухово-Кобилін режисер-постановник Євген Тищук [Архівовано 6 грудня 2015 у Wayback Machine.]